# Bursztyniarstwo

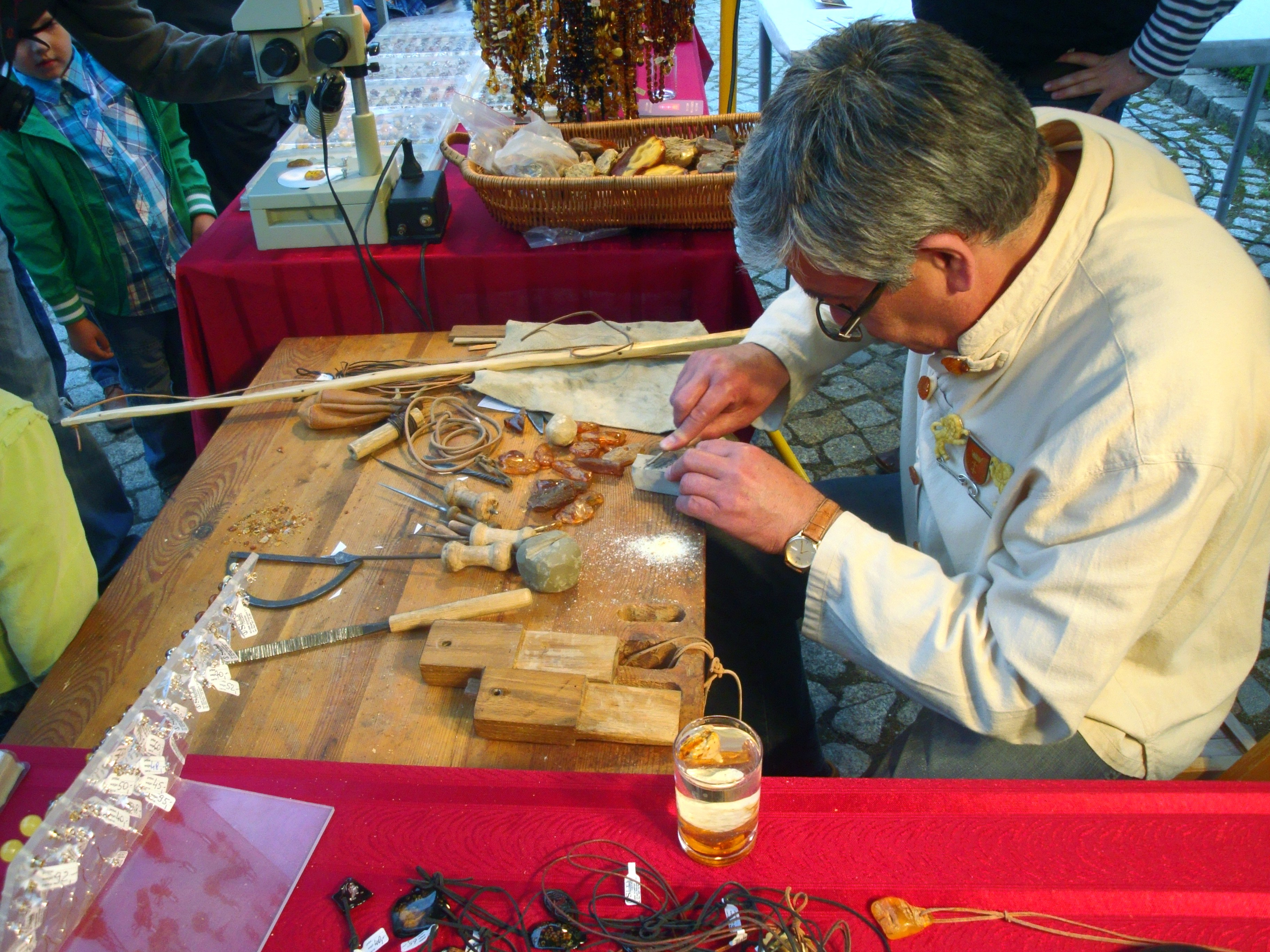
Wyrób biżuterii z bursztynu

Bursztyniarstwo (albo bursztynnictwo) – dział rzemiosła obejmujący wyrabianie ozdób z bursztynu.
Rzemieślnik zajmujący się bursztyniarstwem to bursztynnik.

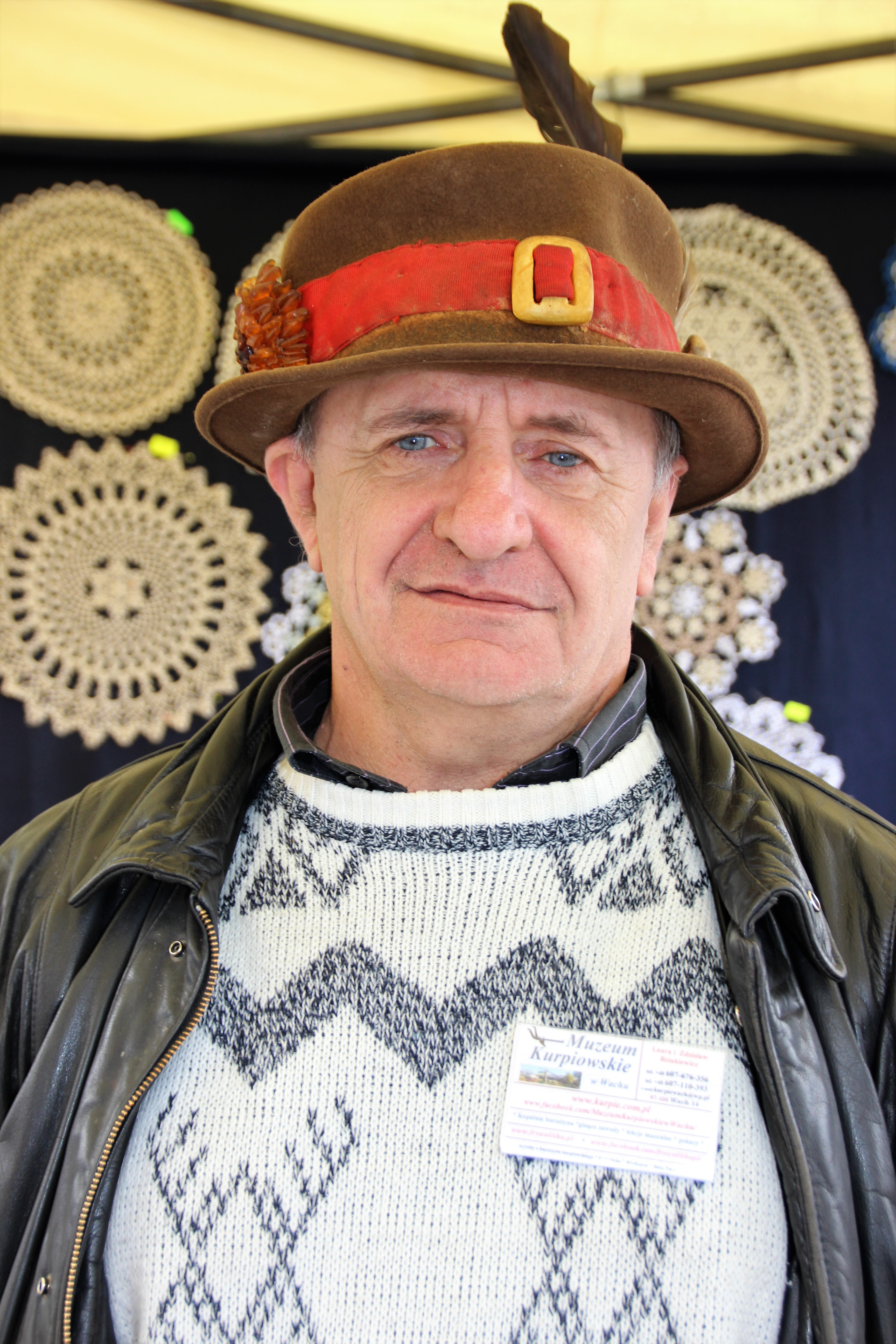
Zdzisław Bziukiewicz, bursztyniarz z Puszczy Zielonej

## Bursztynnictwo w Europie
Bursztyn obrabiano już w paleolicie, przy czym archeologiczne dowody tego, w postaci artefaktów bursztynowych są z tej epoki bardzo nieliczne i pochodzą z Niemiec i Dolnego Śląska, a więc spoza obszaru głównych powierzchniowych złóż bursztynu, czyli rejonu południowego Bałtyku i Półwyspu Jutlandzkiego. Z mezolitu znane są już wyroby bursztynowe z południowego wybrzeża Bałtyku. Duży wzrost produkcji ozdób i amuletów bursztynowych miał miejsce w neolicie. W starożytności oprócz licznych warsztatów lokalnych nad Bałtykiem zaczęła rozwijać się sieć szlaków bursztynowych, którymi surowy bursztyn przewożono na południe, m.in. do starożytnego Egiptu i Grecji. Główny szlak prowadził znad Półwyspu Sambijskiego i z rejonu Zatoki Gdańskiej na Półwysep Apeniński, do państw Etrusków, a później do Rzymu, gdzie z bursztynu wyrabiano różne ozdoby. Wykorzystywano też miejscowe złoża na Sycylii, jednak ten surowiec wykorzystywano do lokalnej produkcji na wyspie. W okresie Cesarstwa Rzymskiego głównym ośrodkiem obróbki bałtyckiego bursztynu była Akwileja. W czasie wędrówek ludów i zmian politycznych z tym związanych dalekosiężny handel bursztynem bardzo zmalał i obrabiano go głównie na własne potrzeby w rejonach jego występowania. Stan ten utrzymywał się również we wczesnym średniowieczu.
Powstałe w Prusach państwo krzyżackie od 1264 stopniowo ograniczało wolność zbioru bursztynu i jego obróbki. W 1394 r. Krzyżacy całkowicie zakazali zbioru i posiadania bursztynu przez ludność na własne potrzeby i zmonopolizowali jego pozyskiwanie, tworząc sieć skupu surowca. Jednym z większych ośrodków skupu został Gdańsk, po zajęciu go przez Zakon. Monopol objął również handel bursztynem. Krzyżacy wprowadzili także prawie całkowity zakaz wytwarzania na terenie ich państwa przedmiotów z bursztynu, a prawie cały surowiec gromadzili w Królewcu i tam sprzedawali rzemieślnikom Europy Zachodniej, zwłaszcza z Brugii oraz Lubeki, które to ośrodki wyspecjalizowały się dzięki temu w bursztyniarstwie i utworzyły pierwsze w Europie cechy bursztynników – odpowiednio w roku 1302 i 1317. Wyjątkiem była niewielka miejscowa produkcja przedmiotów bursztynowych dla władz krzyżackich. Cały import bursztynu z ziem zakonnych na Zachód odbywał się przez Królewiec, a zyski czerpała administracja zakonna.
Utrata przez Zakon, w wyniku przegranej wojny trzynastoletniej i ustaleń pokoju toruńskiego w 1466 r., Pomorza Gdańskiego spowodowała, że na tych ziemiach przestał obowiązywać zakaz produkcji z bursztynu, zniknął też państwowy monopol na handel i pozyskiwanie jantaru. W efekcie Gdańsk zaczął rozwijać swoje sieci skupu bursztynu, obrabiać go i handlować nim, a w 1477 r. założono tu cechach bursztynników. Bursztynnictwo rozwinęło się także w Elblągu, gdzie cech powstał w 1539 r. Poza Polską istotnymi ośrodkami bursztynnictwa, w których powstały cechy bursztynników były: Słupsk, gdzie cech bursztynników powstał przed 1477 r., Koszalin (cech założono w 1550) i Kołobrzeg (cech powstał przed 1583 r.). W wyniku utraty monopolu, a później także przekształcenia państwa zakonnego w Prusy Książęce, tamtejsze władze zgodziły się na rozwój bursztynnictwa i założenie cechu w 1641 r. w Królewcu.
Szczyt prosperity bursztynnictwa przypada na II poł. XVII w. i pierwszą ćwierć XVIII w. Wówczas oprócz drobnych wyrobów bursztynowych, na szeroką skalę zaczęto wytwarzać drogie i skomplikowane reprezentacyjne dzieła sztuki bursztynowej, jak szkatułki, kabinety, plakietki, medaliony, figury. Niektóre obiekty cechowały się znacznymi rozmiarami, jak np. bursztynowy tron dla cesarza Leopolda I Habsburga i największy wyrób bursztynowy w historii bursztynnictwa – Bursztynowa Komnata.
Kryzys bursztynnictwa zaczął się wraz z nastaniem w sztuce rokoka, które preferowało inne substancje zdobnicze. W przypadku Gdańska istotnym dodatkowym czynnikiem kryzysu stało się sukcesywne ograniczanie od 1726 r. przez króla Prus Fryderyka Wilhelma I Pruskiego dostaw nieobrobionego bursztynu ze złóż Półwyspu Sambijskiego, który był głównym obszarem surowcowym tej substancji. Władca Prus preferował zapotrzebowania bursztynników z miast wchodzących do jego królestwa, zwłaszcza Królewca i Słupska. Jednak wobec ogólnego spadku zapotrzebowania na wyroby bursztynowe kryzys w połowie XVIII w. nie ominął również i pruskich ośrodków bursztynnictwa. W efekcie o ile w okresie prosperity w II poł. XVII w. w Gdańsku działało 50 mistrzów bursztynniczych, to w latach 30. XVIII w. było ich już tylko siedmiu, a w Królewcu w 1790 r. zaledwie dwóch. Gdański cech zanikł na przełomie XVIII/XIX w.
W XIX w. bursztyniarstwo ludowe rozwinęło się na obszarze Kurpi oraz Kaszub. Na Kurpiach było ważnym zajęciem wspomagającym dochody z rolnictwa. Najwięcej kopalń bursztynu znajdowało się w okolicach Dylewa, Kadzidła i Myszyńca (ok. 30). Na początku XX wieku wykształciły się spółki tzw. osmany liczące 10–50 osób, które zajmowały się eksploatacją bursztynu. W tym czasie powstały warsztaty bursztyniarskie m.in. w Myszyńcu, Wolkowych i Czarni. Współcześnie ludowe wyroby z bursztynu można obejrzeć m.in. w Muzeum Kurpiowskim w Wachu.